# Sân bay quốc tế Ōsaka
Sân bay quốc tế Osaka (大阪国際空港 Ōsaka Kokusai Kūkō) (IATA: ITM, ICAO: RJOO) là sân bay nội địa đầu tiên của vùng Kansai của Nhật Bản, bao gồm các thành phố Osaka, Kyoto, và Kobe. Sân bay này được xếp hạng sân bay hạng nhất. Sân bay này thường được gọi là Sân bay Itami (伊丹空港 Itami Kūkō) do phần lớn đất của sân bay này tọa lạc tại Itami, Hyōgo. Tuy nhiên, tòa nhà ga hàng không tọa lạc tại Toyonaka, Osaka, và đường vào sân bay duy nhất từ phía Itami là thông qua một đường hầm dài chạy phía dưới đường băng và sân đỗ. Dù được gọi là "quốc tế", các chuyến bay tại sân bay này chủ yếu là quốc nội. Sân bay quốc tế Kansai (cách đấy 27 miles) đảm nhận các chuyến bay quốc tế của Osaka năm 1994 và cạnh tranh với Itami về vận chuyển khách quốc nội. Itami cũng chịu cạnh tranh của sân bay Kobe - một sân bay quốc nội nhỏ hơn (cách đó 16 miles) mở cửa năm 2006.

## Lịch sử
Sân bay Itami được mở ra như là Sân bay số 2 Osaka (第二大阪飛行場 Dai-ni Ōsaka Hikōjō) năm 1939, và ban đầu được sử dụng bởi Quân đội đế quốc Nhật Bản trong những năm đầu. Quân Mỹ đã chiếm được sân bay Osaka cuối Chiến tranh thế giới thứ 2 năm 1945 và đổi tên nó là Căn cứ không quân Itami. Năm 1954, Marilyn Monroe và Joe DiMaggio dừng lại tại Itami trong thời kỳ trăng mật của mình và năm 1956 căn cứ không quân này được dùng để quay phim Sayonara.
Itami được đổi tên thành Sân bay Osaka (大阪空港 Ōsaka Kūkō) sau khi Nhật Bản giành lại quyền kiểm soát năm 1958, và chính thức trở thành một sân bay quốc tế năm 1959. Do Itami nằm giữa khu vực dân cư, việc mở rộng bị hạn chế, ngoài ra sự ô nhiễm và tiếng ồn nó gây ra cũng gây tác động xấu đến hoạt động của sân bay này. Năm 1981, trong một phiên tòa được công khai rộng rãi, Tòa án tối cao Nhật Bản phán quyết chính phủ phải trả tiền đền bì cho các khu dân cư xung quanh và hạn chế thì giờ hoạt động của sân bay.

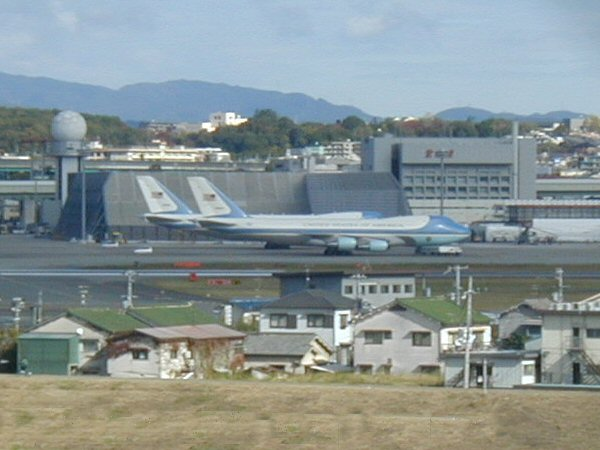
Máy bay USAF Air Force One đậu tại sân bay Osaka

Để giải quyết vấn đề trên, Sân bay quốc tế Kansai đã được xây trên một hòn đảo nhân tạo ở vịnh Osaka. Đã từng có kế hoạch đóng cửa sân bay Itami khi sân bay quốc tế Kansai hoàn tất nhưng các cộng đồng gần đó phản đối vì lý do kinh tế, do đó sân bay Itami vẫn duy trì hoạt động nhưng là sân bay quốc nội.

## Các hãng hàng không và các tuyến điểm
- All Nippon Airways (Fukuoka, Iwami, Kagoshima, Kochi, Kumamoto, Matsuyama, Miyazaki, Nagasaki, Niigata, Oita, Okinawa, Saga, Sapporo-Chitose, Sendai, Tokyo-Haneda, Tokyo-Narita)
- Fairinc (Fukushima, Matsuyama, Oita, Sendai, Tokyo-Narita)
- Japan Airlines (Akita, Amami-Oshima, Aomori, Asahikawa, Fukuoka, Fukushima, Hakodate, Hanamaki, Kagoshima, Memanbetsu, Misawa, Miyazaki, Nagasaki, Niigata, Okinawa, Sapporo-Chitose, Tokyo Haneda, Tokyo-Narita)
  - J-Air (Fukushima, Hanamaki, Sapporo-Chitose, Yamagata)
  - JAL Express (Kumamoto, Matsuyama, Oita, Sendai)
  - Japan Air Commuter (Izumo, Matsumoto, Matsuyama)
  - Japan Transocean Air (Ishigaki)

## Vận chuyển mặt đất

### Rail

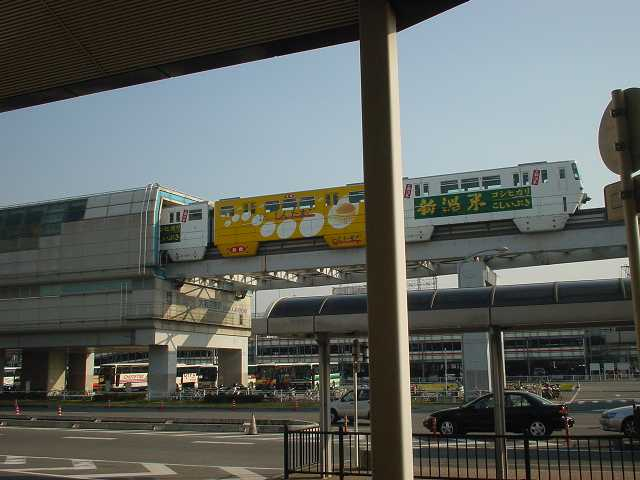
Xe lửa Osaka Monorail rời ga sân bay Osaka

Có một tuyến xe điện trên cao (monorail) là Osaka Monorail đi đến sân bay này và dừng tại ngoại ô phía Nam của Osaka.

### Xe buýt
Một số xe buýt chạy theo lịch trình đi và đến sân bay. Các thời gian dưới đây chỉ là tham khảo do nhiều khi kẹt xe có thể lâu hơn.
- Nhà ga Shin-Osaka: 25 phút, ¥490
- Nhà ga Osaka: 30 phút, ¥620
- Nhà ga Namba: 30 phút, ¥620
- Nhà ga Tennoji: 30 phút, ¥620
- Nhà ga Sannomiya: 40 phút, ¥1.020
- Nhà ga Kyoto: 55 phút, ¥1.280
- Nhà ga Nara: 65 phút, ¥1.440
- Sân bay quốc tế Kansai: 80 phút, ¥1.700